# Wilhelm Joseph Behr

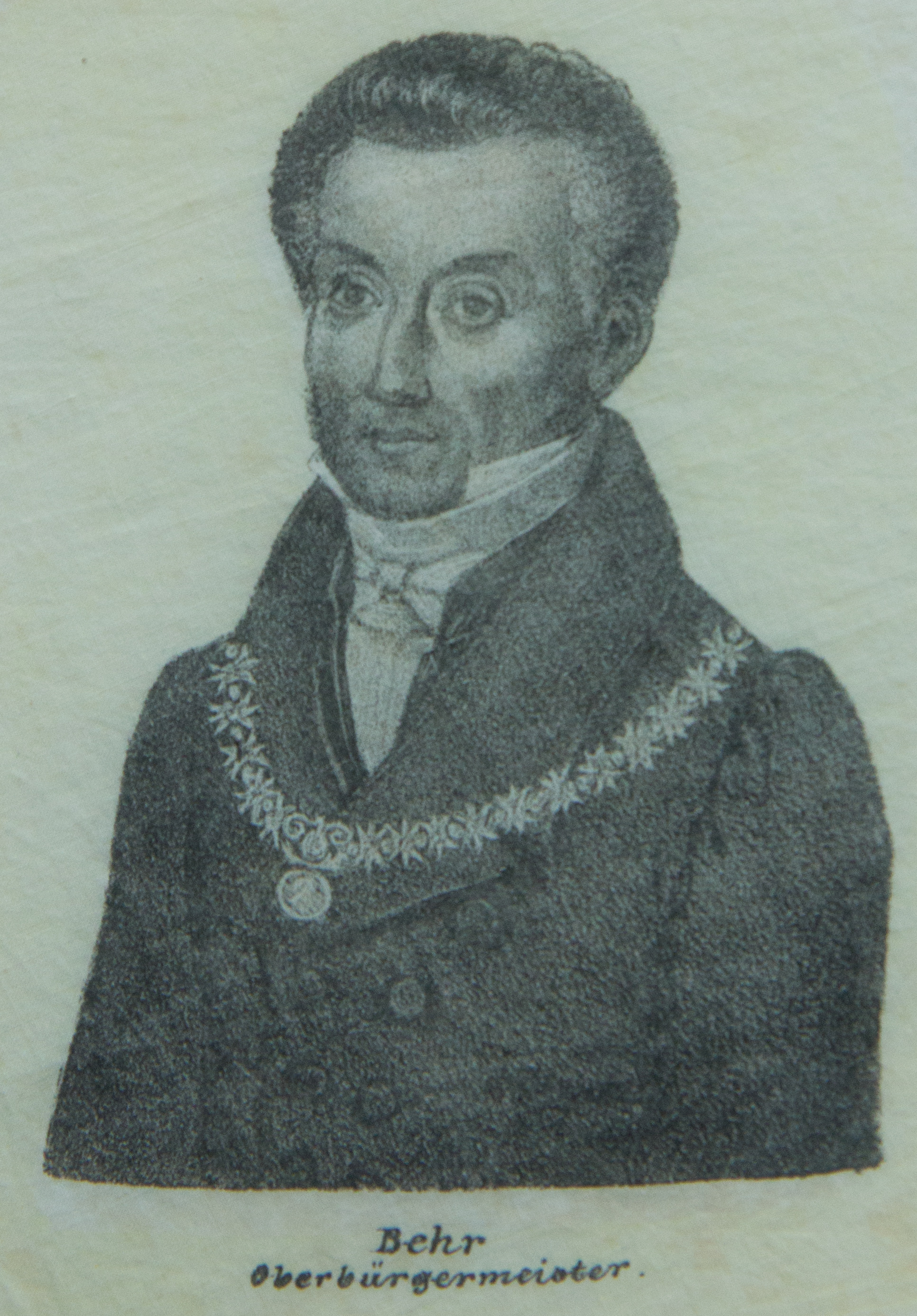
Wilhelm Joseph Behr

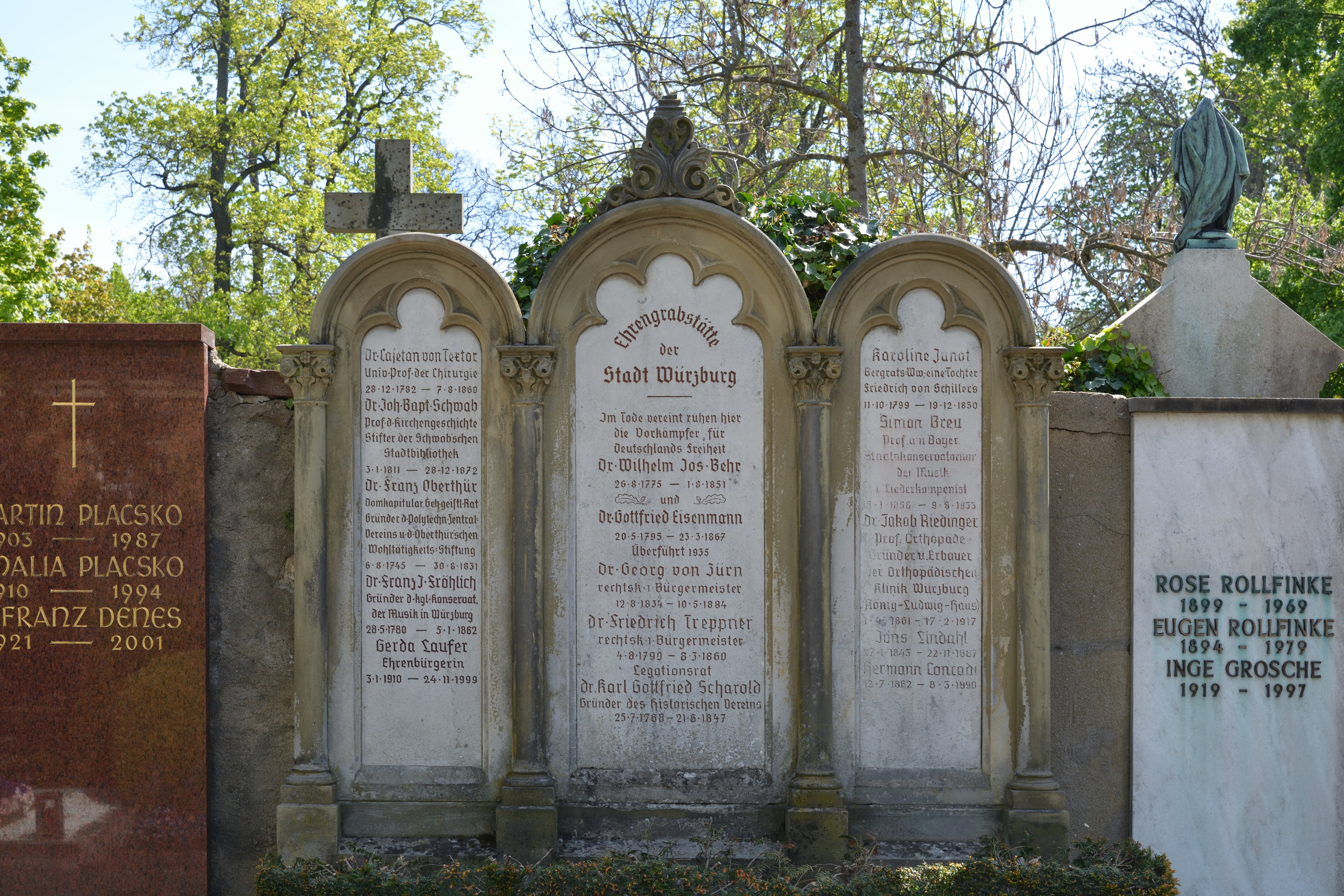
Ehrengrab auf dem Hauptfriedhof Würzburg

Michael Wilhelm Joseph Behr (* 26. August 1775 in Sulzheim; † 1. August 1851 in Bamberg) war ein deutscher Staatsrechtslehrer, Publizist und frühliberaler Politiker. Er war Professor an der Universität Würzburg und Erster Bürgermeister von Würzburg (1821–1832) sowie Mitglied der (bayerischen) Kammer der Abgeordneten (1819) und der Frankfurter Nationalversammlung (1848).

## Leben
Wilhelm Joseph Behr wurde 1775 als Sohn eines Justizbeamten und seiner Frau im unterfränkischen Sulzheim  geboren. Nach der Gymnasialzeit studierte er ab 1790/91 Philosophie und Rechtswissenschaften an den Universitäten in Würzburg und Göttingen (u. a. bei Johann Stephan Pütter und Christian von Schlözer). 1794 wurde er an der Universität Würzburg zum Dr. phil. und 1798 zum Dr. jur. promoviert; sein Mentor war Gallus Aloys Kleinschrod. 1799 wurde er auf Anraten Kleinschrods Extraordinarius für Lehnrecht, ab 1800 auch für Allgemeines Staatsrecht an der Würzburger Universität. Von 1803 bis 1821 war er ordinierter Professor für Öffentliches Recht (Staats-, Völker- und Naturrecht), ab 1817 auch für deutsches Privatrecht. Von 1819 bis 1821 war er Prorektor der Universität sowie Mitglied des akademischen Senats. Nach seiner Entbindung von diesem Amt vertrat von 1825 bis 1832 Konrad Cucumus, der ansonsten römisches Recht und Criminalrecht unterrichtete, das Staatsrecht, bis Behr 1832 der Staatsrechtler Anton Arnold von Linck folgte. Behr war Hofrat.
Nach dem Sturz Napoleons (1815) begeisterte er sich für nationale und liberale Ideen. In dieser Zeit wurde seine Staatslehre etwa durch den eher unbekannten Würzburger Privatdozenten Franz Berks scharf angegriffen. Als Staatsrechtler und Landtagsabgeordneter bekämpfte Behr das bayerische Edikt zur Judenemanzipation von 1813, das seit 1814 auch in Würzburg galt. Behrs Gegenspieler war der projüdisch argumentierende Jurist Sebald Brendel; ihr öffentlicher Streit gehört mit zum Hintergrund der Hep-Hep-Krawalle. 1819 wurde Behr im Untermainkreis als Vertreter der Universität Würzburg (II. Klasse) in die Kammer der Abgeordneten der Ständeversammlung des Königreichs Bayern gewählt, wo er sich von der liberal-konstitutionellen Opposition vertreten fühlte. Er war Mitglied im Ausschuss für die Dankadresse, im II. Ausschuss für die Steuern und im VI. Ausschuss zur Prüfung der Anträge der Abgeordneten. Behr sprach sich für die Vereidigung des Heeres auf die Verfassung aus, womit er den Unmut der Kammer der Reichsräte auf sich zog. Auch Maximilian II. König von Bayern war alles andere als begeistert. Infolge der Karlsbader Beschlüsse wurden seine Vorlesungen 1820/21 polizeilich beobachtet. Die Thesen eines Schülers wurden ihm  zugerechnet und ihm die Erlaubnis entzogen, Vorlesungen zu halten.
Die Bevölkerung schätzte ihn für seine eher liberale Gesinnung und wählte ihn am 3. April 1821 in das Amt des Ersten (rechtskundigen) Bürgermeisters von Würzburg, das er bis 1832 innehatte. Zunächst entließ ihn das Staatsministerium aus dem Universitätsdienst. Ebenso stand sein Verbleib im Landtage zur Disposition. Obwohl  durch die unterfränkischen Städte 1822, 1825, 1827 und 1831 in den Landtag, dem er von 1829 bis 1831 auch vorsaß, gewählt, verwehrte ihm Ludwig I., König von Bayern den Zutritt. 1832 wurde er als Bürgermeister des Amtes enthoben.
Nach seiner Referententätigkeit beim Gaibacher Fest (1832), wo er zur Fortentwicklung der Verfassung aufrief und von der ihn auf Schultern tragenden Bevölkerung mit dem Ruf „Der soll unser König sein“ geehrt wurde, und einer Denunziation wurde er wegen hoch- und staatsverräterischer Umtriebe und Majestätsbeleidigung angeklagt; er verbrachte mehrere Jahre in Untersuchungshaft (1832–1836) in Würzburg und München. 1835 begann das Strafverfahren vor dem Appellationsgericht in Landshut. 1836 wurde er in zweiter Instanz vor dem Oberappellationsgericht in München wegen Majestätsbeleidigung und versuchten Hochverrats zu Festungshaft zweiten Grades auf unbestimmte Zeit verurteilt. Außerdem musste er 1832 auf Knien Abbitte vor dem Bildnis des Königs leisten; er verlor seine Titel, Würden und Gehaltsbezüge. Er ist im Schwarzen Buch der Frankfurter Bundeszentralbehörde (Eintrag Nr. 92) festgehalten.
Behr verbrachte die darauf folgenden Jahre erst auf der Veste Oberhaus, dann unter polizeilicher Aufsicht in Passau (1836–1842) und verbannt in Regensburg (1842–1846) sowie in Bamberg (ab 1846). 1847 wurde er begnadigt und am 6. März 1848 vollständig rehabilitiert. Die Entschädigung betrug 10.000 Gulden und eine Pension. Vom 18. März bis zum 21. September 1848 war er für den Wahlkreis 5 Oberfranken (Kronach) fraktionsloser Abgeordneter der Frankfurter Nationalversammlung, den angetragenen Alterspräsidenten lehnte er aus gesundheitlichen Gründen ab. Im Parlament stimmte er mit dem rechten Centrum. Nachfolger im Parlament war Carl Mertel.
Von 1811 bis 1815 war er Mitherausgeber der Allgemeinen Staatskorrespondenz (Ableger von Der Rheinische Bund) in Frankfurt am Main/Aschaffenburg. Von 1829 bis 1832 war er Mitarbeiter des Bayerischen Volksblatts in Kronau, das 1832 verboten wurde. 1822 war er Begründer der städtischen Sparkasse in Würzburg. Außerdem war er im Vorstand der Harmonie-Gesellschaft-Würzburg. Er war befreundet mit dem in Würzburg tätigen Mediziner und sein 1828 zu deren Ehrenbürger ernannten Johann Lukas Schönlein, der wie der liberale Behr zwischen 1829 und 1833 politischer Umtriebe verdächtigt wurde.
Er war bayerischer Untertan (1802–1805) und Untertan des Großherzogtums Toskana (1806–1814).

## Staatsrecht
Behr lehrte als Professor von 1799 bis 1821 Staatsrecht und stand für ein durch Immanuel Kant und Johann Gottlieb Fichte geprägtes idealistisches Staatsrecht. Ferner bezog er, beeinflusst von der Französischen Revolution, den Grundsatz der Gewaltenteilung (Montesquieu) mit Grundrechten in seine Überlegungen ein. Er sprach sich für die parlamentarische Teilhabe in Form von Konstitutionalismus aus; das Volk sollte der Souverän sein.

## Ehrungen

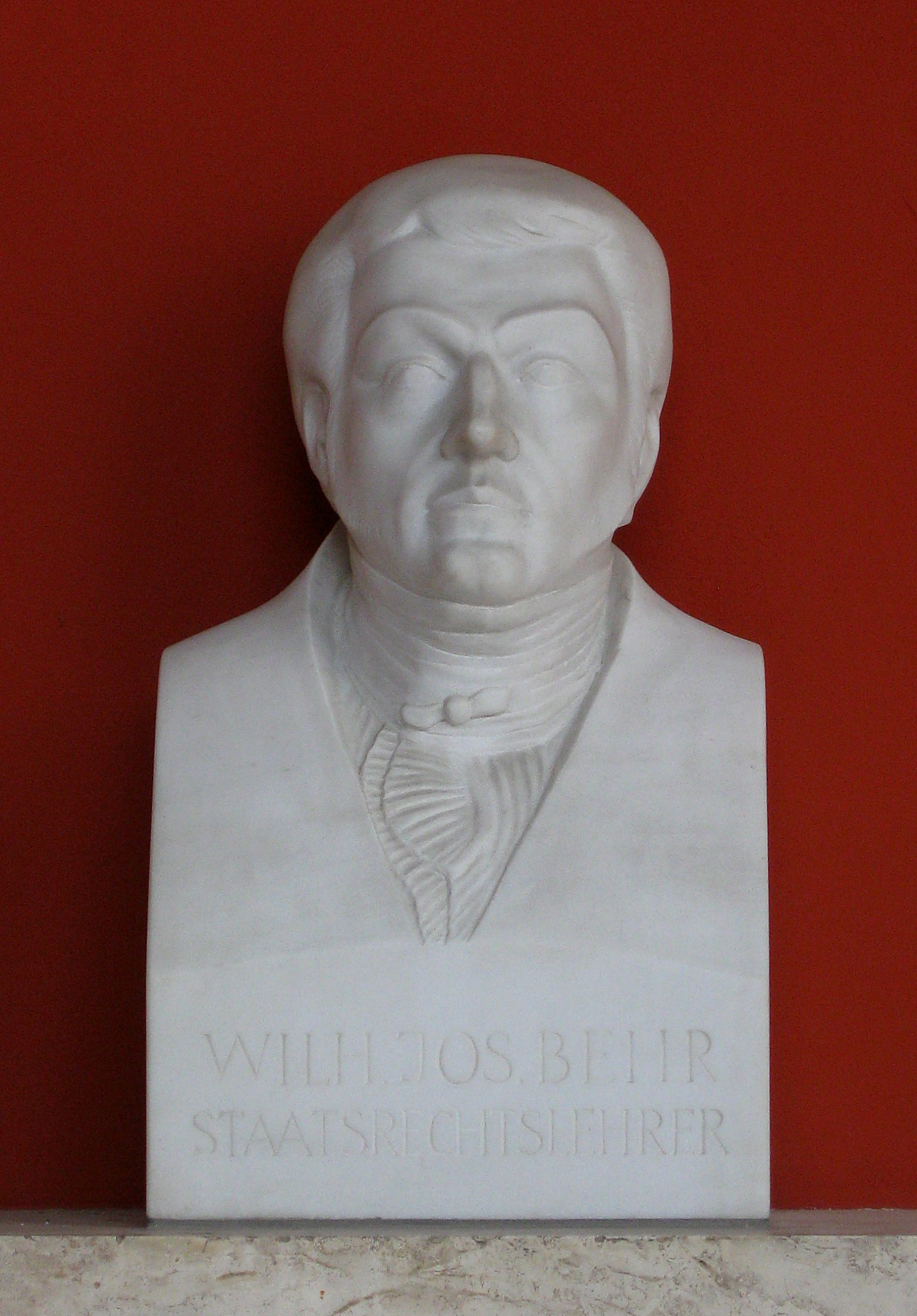
Büste von Wilhelm Joseph Behr in der Münchner Ruhmeshalle

Behr wurde Ehrenbürger von Würzburg (1819) und Volkach (1819). In der Münchner Ruhmeshalle ist Behr mit einer Büste geehrt. 1983 beschloss der Stadtrat der Stadt Würzburg einstimmig, für Persönlichkeiten, die sich in der bürgerschaftlichen Mitarbeit und für die Demokratie in Würzburg besonders eingesetzt haben, die Behr-Medaille zu schaffen.
Nach Behr wurde in Würzburg die Straße, die von der Zeppelinstraße zum Frauenlandplatz führt, benannt. Auch in seinem Geburtsort Sulzheim wurde die Hauptstraße nach ihm benannt.
Von der Stadt Volkach wird der Wilhelm-Josef-Behr-Preis für hervorragende Leistungen im Leistungskurs Geschichte am Franken-Landschulheim Schloss Gaibach verliehen. Im Mai 2025 wurde der Spitalgarten am Rande der Volkacher Altstadt Behr gewidmet und in Wilhelm-Joseph-Behr-Platz umbenannt.

## Schriften (Auswahl)
- Versuch einer allgemeinen Bestimmung des rechtlichen Unterschiedes zwischen Lehen-Herrlichkeit und Lehen-Hoheit (1799)
- Ueber die Nothwendigkeit des Studiums der Staatslehre besonders auf Akademien (1800)
- Der Organismus des rheinischen [deutschen] Bundes, zum Behufe seines Zwecks, soweit er bis jetzt positiv bestimmt ist, und Materialien zur näheren Bestimmung jenes Organismus (1807)
- Systematische Darstellung des Rheinischen Bundes (1808)
- System der angewandten allgemeinen Staats-Lehre oder der Staatskunst (Politik) (1810)
- Welchen Hauptanforderungen muß ein Strafgesetzbuch genügen um als befriedigend anerkannt werden zu können? (1813)
- Neuer Abriss der Staatswissenschaftslehre (1816)
- Das Recht und die Pflicht der Regierungen in Beziehungen auf die gegenwärtige Theuerungsangelegenheit (1817)
- Andeutungen in Beziehung auf die finanziellen Momente der neuen Verfassung des baierischen Staats (1818)
- Staatswissenschaftliche Betrachtungen über Entstehung und Hauptmomente der neuen Verfassung des baierischen Staats (1818)
- Rede zur Feier des ersten Jahrtags der Einführung der Verfassung des Baierischen Staats (1819)
- Bemerkungen über den Gesetzes-Entwurf wegen Einführung des Wein-Aufschlages (1819)
- Von den rechtlichen Grenzen der Einwirkung des deutschen Bundes auf die Verfassung, Gesetzgebung und Rechtspflege seiner Glieder-Staaten (1820)
- Die Lehre von der Wirthschaft des Staats oder pragmatische Theorie der Finanzgesetzgebung und Finanzverwaltung (1822)
- Anforderungen an Bayerns Landtag im Jahre 1827/28 und unpartheyische wissenschaftliche Beurtheilung seiner Verhandlungen
- Kritische Beleuchtung der Verhandlungen des Bayerischen Landtags 1827/28 (1828)
- Notgedrungene Berufung an die öffentliche Stimme gegen das Verfahren der Kammer der Abgeordneten in Bayern wider ihn (1828)
- Bedürfnisse und Wünsche der Bayern (1830)
- Kurze Andeutungen der Aufgabe der bevorstehenden konstituierenden Versammlung zu Frankfurt (1848)
- Allgemeine Polizei-Wissenschaftslehre oder pragmatische Theorie der Polizei-Gesetzgebung und Verwaltung (1848)